# Молодёжная инициатива по правам человека
Молодёжная инициатива по правам человека (англ. Youth Initiative for Human Rights, сербохорв. Inicijativa mladih za ljudska prava, алб. Nisma e të Rinjve për të Drejtat e Njeriut, сокращённо YIHR) — сеть автономных неправительственных организаций, действующих в Сербии, Косово, Хорватии, Черногории и Боснии и Герцеговине. Цель проекта — налаживание связей и сотрудничества между молодыми людьми из разных этнических групп на Балканах.

## История
YIHR поддержал работу Международного уголовного трибунала по бывшей Югославии (МТБЮ) посредством распространения информации, образования и мониторинга прав человека. Также организуются визиты в Международную комиссию по пропавшим без вести лицам. 
В 2008 году было создано хорватское отделение организации, что привело к преобразованию национальных офисов/программ в автономные организации, которые в 2010 году создали региональную сеть Молодёжной инициативы прав человека. 
25 сентября 2013 года Европейский суд по правам человека вынес решение по делу «Молодёжная инициатива по правам человека против Сербии», в котором указал, что имело место нарушение статьи 10 Европейской конвенции о правах человека и что Сербия должна в течение трёх месяцев с даты вынесения решения предоставить запрошенную информацию. Отделения в Косово и Сербии совместно работают над кампаниями против героизации военных преступников, которая происходит в обеих странах.
Региональная сеть завоевала несколько наград, в том числе стала солауреатом Премии имени Вацлава Гавела в области прав человека в 2019 году.

## Региональная сеть организаций

### YIHR – Сербия
Молодёжная инициатива за права человека в Сербии была основана в 2003 году в Белграде. Исполнительный директор — София Тодорович.

### YIHR – Косово
Молодёжная инициатива за права человека в Косово была основана в 2004 году в Приштине. Исполнительный директор — Маригона Шабиу.

### YIHR – Босния и Герцеговина
Молодёжная инициатива за права человека в Боснии и Герцеговине была основана в 2007 году в Сараево. Исполнительный директор — Ирена Хасич.

### YIHR – Хорватия
Молодёжная инициатива за права человека в Хорватии была зарегистрирована в 2008 году в предыдущем офисе YIHR в Загребе. Исполнительный директор — Морана Старчевич.

### YIHR – Черногория
Молодёжная инициатива за права человека в Черногории была основана в 2008 году. Исполнительный директор — Эдина Хасанага Чобай.